# Слащьово (Владимирська область)
Слащьово (рос. Слащёво) — присілок у Судогодському районі Владимирської області Російської Федерації.
Входить до складу муніципального утворення Лавровське сільське поселення. Населення становить 21 особу (2010).

## Історія
Присілок розташований на землях фіно-угорського народу мещери.
Від 10 травня 1929 року належить до Судогодського району, утвореного спочатку у складі Владимирського округу Івановської промислової області з частин Владимирського та Гусєвського повітів Владимирської губернії. Від 1944 року в складі Владимирської області.
Згідно із законом від 13 травня 2005 року входить до складу муніципального утворення Лавровське сільське поселення.

## Населення
| 1859 | 1905 | 1926 | 2002 | 2010 |
| ---- | ---- | ---- | ---- | ---- |
| 72   | ↗86  | ↘85  | ↘15  | ↗21  |